# Frank Incropera
Frank P. Incropera (Lawrence (Massachusetts), 12 de maio de 1939) é um engenheiro mecânico estadunidense.
Incropera é professor da Cátedra Clifford e Evelyn Brosey de Engenharia Mecânica da Universidade de Notre Dame, Indiana, Estados Unidos. Membro da Sociedade dos Engenheiros Mecânicos dos Estados Unidos (ASME), Incropera é conhecido por suas contribuições ao campo da transmissão de calor.